# 아즐리나 아지즈
아즐리나 빈티 압둘 아지즈(말레이어: Azlina binti Abdul Aziz, 문화어: 아즐리나 빈띠 아브둘 아지즈, 1962년 6월 6일 ~ )는 말레이시아의 배우이자 가수이다. 유명 가수이자 원로 배우인 노르마디아와 마찬가지로 원로 가수인 아지즈 자파르의 딸로 태어났으며, 동생인 리자 아지즈 역시 가수로 활동하고 있다. 1979년 연예계에 데뷔했으며, 이후 "Kau Pergi Jua"를 비롯한 노래들로 인기를 얻었다. 1992년 故 아드난 아부 하산의 동생인 아즈만 아부 하산과 결혼했으나, 2010년 이혼했다.

## 미술계에 초기 참여
그의 예술적 경력은 어머니의 지도 아래 Normadiah Dancers 그룹의 댄서로 시작되었다. 그는 70년대 말경 RTM(Radio Television Malaysia)에서 제작한 텔레비전 예능 프로그램에 동반 아티스트로 자주 출연했다. 부모님과 함께 연예계 행사에 참석해 사람들 앞에서 공연할 기회도 있었다. 당시 부모님이 출연한 영화에 엑스트라로 출연할 기회도 얻었다. 문제의 일부 영화에는 Sumpah Semerah Padi와 Dendang Perantau가 포함된다.
그러나 그녀의 경력은 A.R. Badul의 연인으로 영화 Prebet Lapok에서 Aziz Sattar 감독으로부터 연기 제안을 받으면서 성장하기 시작했다. 이 영화는 1979년 개봉했다. 연기 외에도 카심 마스도르의 노래를 부르며 가창력을 더욱 폭넓게 뽐낼 수 있는 기회를 얻었다.
그녀는 또한 1980년 영화 Si Luncai에서 R. Jaafar의 여주인공 역할을 하기 위해 Omar Rojik 감독에 의해 선택되었다. 그러나 배우로서의 그녀의 참여는 매우 제한적인 것으로 보였다. 그의 연기 영화는 대부분 코믹한 이야기로 가볍고 가볍다.
그는 또한 Sabah Film Productions에서 제작한 Layang-Layang Terputus Talinya라는 드라마에서 주연을 맡을 제안을 받았다. 그러나 그는 몇 가지 이유로 그것을 거부했다. 마지막으로 여배우 Maria Arshad에게 역할이 주어졌다.
또한 영화 Dunia Ana Yang Punya의 사운드트랙 앨범에는 영화 Penyamun Tarbus와 Detik 12 Malam의 노래도 포함되어 있다. 이 사운드트랙 앨범은 Indra Record Company에서 대중에게 판매하기도 한다. 문서화 측면에서 그가 앨범 형식으로 녹음한 첫 번째 곡은 Kasih Sayang이라는 제목의 Prebet Lapok 사운드트랙 앨범의 곡이었다.
영화에 참여한 후 그의 노래 재능은 당시 유명한 작곡가이자 앨범 프로듀서 인 Ahmad Nawab의 관심을 끌었다. 오디션 과정을 통과한 그는 마침내 WEA Records (Malaysia) Sdn이라는 레이블로 아티스트로 계약을 맺었다. Bhd. 1980년. 1981년 작곡가 Akbar Nawab에 의해 데뷔 앨범 'Kau Pergi Jua'가 성공적으로 발매되었다.
그의 이름은 Wajahmu di Mana-Mana, Dewi Dewi, Sireh Pinang 등의 노래의 인기와 함께 언급되었다. 당시 데뷔 앨범 판매량이 비교적 높은 음반 판매량을 기록하며 '실버 디스크' 상을 받을 정도로 가수로서의 존재감은 고무적이었다.

## 가수로 성공
가수로서의 그의 예술적 여정은 계속해서 성공적이다. WEA 레코드 레이블에서 약 10년 동안 그는 9개의 정규 앨범을 녹음했습니다(함께 노래하는 Ahmad Fauzee의 스튜디오 앨범 2개 포함). 또한 그는 다른 아티스트와 함께 여러 곡을 녹음했다.
지금까지 그는 새 앨범을 녹음하지 않았지만 특정 행사에서 여전히 노래를 부르고 있다. 때때로 그는 그의 서비스가 필요한 이벤트가 있을 때 텔레비전 화면이나 공연 무대에 나타난다. 그가 음반 작업에 복귀할 것이라는 보도도 있다. 그는 가수 활동 내내 뛰어난 가창력으로 국내 가요계를 물들였다. 그는 또한 어떤 종류의 노래도 아주 잘 연주할 수 있기 때문에 다재다능한 가수로 여겨진다.
그가 가진 능력은 평생 동안 Saloma와 Rafeah Buang에 의해 칭찬되었다. 그야말로 시대를 초월한 가수로서 지켜야 할 자질을 진정으로 갖춘 몇 안 되는 가수 중 한 명이다. 그를 샤리파 아이니 이후 자존심이 된 조국 가수의 서포터즈로 끌어올리는 역할도 특정 당이 해야 한다. 80년대에 Azlina의 이름은 동포 Francissca Peter, Zaiton Sameon, Khatijah Ibrahim, Dayangku Intan, Sheila Majid 및 Ramlah Ram, Rahimah Rahim 및 Anita Sarawak(싱가포르) 및 Hetty Koes와 같은 강력한 보컬을 가진 훌륭한 지역 가수들과 일치했다. Endang, Titi DJ, Vina Panduwinata 및 Ruth Sahanaya(인도네시아). 그녀는 인기 여성 가수 부문에서 1987년 베리타 하리안 인기 스타상 후보에 올랐다.
Azlina는 또한 80년대 중반 RTM에서 제작한 인기 예능 프로그램 Mekar Sejambak에 Ahmad Fauzee, Uji Rashid 등 다른 인기 연예인들과 함께 출연했다.

## 앨범

### 사운드트랙 앨범
- Dunia Ana Yang Punya (1979)

### 정규 앨범
- Kau Pergi Jua (1981)
- Malu-Malu Sayang (1981)
- Bayang-Bayang (1983)
- Duniaku (1984)
- Mencari Mimpi (1986)
- Seikhlas Mana Hatimu (1987)
- Mengenang Aziz Jaafar & Normadiah (1988)
- Mengenang Aziz Jaafar & Normadiah Vol. II (1990)
- Di Sini Buat Pertama Kali (1990)

### 기타 앨범
- Riang Ria Hari Raya (1985)
- Hitam Putih Kehidupan (1987)
- Gema Hari Raya (1989)
- Suara Hati (1991)
- Suara Hati II (1992)
- Seikhlas Budi Aidilfitri (1994)
- R.A.P. '96 (1996)
- Adnan Vs. Azlan Abu Hassan Pasti Hits! (2002)

### 컴필레이션 앨범
- Nostalgia Azlina Aziz Vol. 1 (1994)
- Nostalgia Azlina Aziz Vol. 2 (1994)
- Memori Hit (2009)
- Terbaik (2010)
- Biografi (2011)
- Kenangan Abadi (2011)

### 참여 앨범
- Ahmad Fauzee (1987)
- Siapa Punya (1987)
- Liza (1992)

## 필모그래피

### 영화
| 년도 | 제목                | 역할         | 노트                                                                            |
| ---- | ------------------- | ------------ | ------------------------------------------------------------------------------- |
| 1978 | Panglima Badol      | Kenanga      |                                                                                 |
| 1979 | Prebet Lapok        | Azlina       | 조연으로 출연한다.                                                              |
| 1979 | Dendang Perantau    |              | 그녀는 Emilia Dato' Arif의 생일 파티(Uji Rashid 분)에서 춤을 췄다.              |
| 1980 | Si Luncai           | Siti Kembang |                                                                                 |
| 1981 | Sumpah Semerah Padi | Indah        | 그는 엑스트라 배우로 출연했다.                                                  |
| 1982 | Penentuan           |              | 특별출연으로 자신의 앨범 Malu-Malu Sayang에도 수록된 Aku dan Kesepian을 불렀다. |